# Pascual Márquez
Pascual Márquez Díaz (Villamanrique de la Condesa, provincia de Sevilla, 22 de octubre de 1914 - Madrid, 30 de mayo de 1941) fue un torero español.

## Biografía
Su primera actuación con la presencia de picadores, tuvo lugar el 26 de mayo de 1935 en la plaza de toros de la Real Maestranza de Sevilla. En esta misma plaza tomó la alternativa en la corrida del Corpus del año 1937 ante toros de los Hermanos José Luis y Felipe de Pablo Romero, siendo su padrino Luis Fuentes Bejarano.
Su corta carrera se vio truncada por una grave cornada en el tórax, infringida por el toro Farolero (381 kg) de la ganadería de Concha y Sierra, en la Plaza de las Ventas de Madrid, el 18 de mayo de 1941. El suceso ocurrió mientras toreaba de capa, como consecuencia del viento que levantó el engaño y dejó el cuerpo del torero al descubierto.
La cornada atravesó la pleura y rompió el pericardio (membrana que rodea el corazón). Pascual Márquez murió como consecuencia de las complicaciones de la herida a las 3 horas 45 minutos del día 30 de mayo, doce días después de la cornada. Su cadáver fue transportado en tren a Sevilla, donde fue recibido por una gran multitud.
Su tumba se encuentra en el cementerio de Villamanrique de la Condesa.